# 活彩あおもり
『活彩あおもり』（かっさいあおもり）は青森放送（RABテレビ）で放送されていた青森県の広報番組。

## 放送時間
- 日曜 17時00分 - 17時15分（2013年4月7日 - 2014年3月23日）
  - 2013年4月、日本テレビ側の編成の都合（『シューイチ』の枠拡大）によって日曜夕方枠へ移動。
  - 第2週目には放送を休止し、代わりに『ニュートンのリンゴ』を放送する。
- 2010年（平成22年）4月11日から2013年（平成25年）3月24日までは日曜 7時45分 - 8時00分での放送で、毎月最終週のみ放送休止にされていたが、年始や『24時間テレビ 「愛は地球を救う」』などの番組編成によって最終週が休止とならない月もあった。

## 前身番組
- 1961年4月16日に『県政の窓』（けんせいのまど）というタイトルでスタート。1995年頃に青森県のキャッチフレーズが「活彩あおもり」になった（後述）のをきっかけにタイトルを変更した。放送回数は2000回を超える。（ただし、不定期で再放送が行われることもあり、この場合でも放送回数を1回としてカウントしている。）
- テーマ曲はその後もしばらく『県政の窓』時代のものがそのまま使用されていたが、2012年までは青森県の歌として新しく作られた「青い森のメッセージ」が使われていた。放送時間移行後はテーマ曲が一新されている。

## 概要
- 番組制作は、主に青森放送の関連企業であるRAB企画が行っているが、月1回程度は青森放送の報道制作部が制作担当することもある。字幕テロップも報道制作部とRAB企画のものでは若干異なっている（当初は報道制作部担当分のみハイビジョン制作だったが、2007年4月からはRAB企画担当分でも開始された）。
- 以前は[いつ?]スタジオに県の担当者を迎えて話を聞くこともあったが（その際には手話通訳もあった）、現在は[いつ?]ほとんどがロケーション収録となっている。
- 青森放送運営のRABラジオでも、同様の広報番組として『青森県広報タイム』が放送されている。
- 2013年4月21日より第3日曜日のみ字幕放送を開始した[1]。
- 2014年3月23日の放送分で最終回を迎え、4月からは青森放送での「青森県の広報番組」の放送が月1回になり、番組名も「大好き、青森県。」に変わることが、最後のところで告知された。

## リポーター
- RABの各アナウンサー（ナレーションも担当）
- 上明戸華恵（元RABアナウンサー）

## キャッチフレーズ・活彩あおもり
- 青森県のイメージアップ促進のためのキャッチフレーズ。青森県の多彩な魅力を活かし、彩り豊かで県内外から拍手喝采が起こるような県にして行こうという願いが込められている。またそのシンボルマークは、森や海などの豊かな自然と、活力や創造力、親しみやすさといったものを緑・青・赤の三色でシンボライズし、リンゴをモチーフに「活彩あおもり」を視覚的に表現している[2]。